# 朱宏平
朱宏平，华中科技大学教授，现任华中科技大学科学技术发展院院长、华中科技大学先进技术与装备研究院院长。长期从事土木工程结构隔震减振控制、结构健康评估等方面的研究工作，曾出版专著2部。朱宏平还曾入选长江学者特聘教授，获得过中国国家科技进步奖。